# 발란티옵시스과
발란티옵시스과(Balantiopsidaceae)는 망울이끼목에 속하는 우산이끼류과의 하나이다.

## 하위 속
- Acroscyphella
- 발란티옵시스속 (Balantiopsis)
- Eoisotachis
- 이소타키스속 (Isotachis)
- Neesioscyphus
- Ruizanthus